# Polisportiva Arzachena 2016-2017
Questa voce raccoglie le informazioni riguardanti la Polisportiva Arzachena nelle competizioni ufficiali della stagione 2016-2017.

## Rosa
| N. |                        | Ruolo | Calciatore          |
| -- | ---------------------- | ----- | ------------------- |
|    | Italia (bandiera)      | P     | Marco Aramu         |
|    | Italia (bandiera)      | P     | Marco Ruzittu       |
|    | Italia (bandiera)      | P     | Davide Solagna      |
|    | Italia (bandiera)      | P     | Marco Sordi         |
|    | Italia (bandiera)      | P     | Lorenzo Vergine     |
|    | Paesi Bassi (bandiera) | D     | Koen Brack          |
|    | Italia (bandiera)      | D     | Francesco D'Alterio |
|    | Italia (bandiera)      | D     | Luca La Rosa        |
|    | Francia (bandiera)     | D     | Nicolas Mithra      |
|    | Italia (bandiera)      | D     | Alessandro Petrone  |
|    | Italia (bandiera)      | D     | Simone Sbardella    |
|    | Italia (bandiera)      | C     | Marco Aiana         |
|    | Italia (bandiera)      | C     | Filippo Alfano      |
|    | Italia (bandiera)      | C     | Danilo Bonacquisti  |
|    | Italia (bandiera)      | C     | Raffaele Capezzuto  |
|    | Italia (bandiera)      | C     | Davide Ciudino      |

| N. |                      | Ruolo | Calciatore             |
| -- | -------------------- | ----- | ---------------------- |
|    | Argentina (bandiera) | C     | Leandro Guaita         |
|    | Italia (bandiera)    | C     | Federico Mulas         |
|    | Italia (bandiera)    | C     | Giuseppe Nuvoli        |
|    | Italia (bandiera)    | C     | Riccardo Oggiano       |
|    | Italia (bandiera)    | C     | Matteo Salvini         |
|    | Italia (bandiera)    | C     | Paolo Scano            |
|    | Italia (bandiera)    | C     | Enrico Verachi         |
|    | Italia (bandiera)    | A     | Alessandro Aloia       |
|    | Polonia (bandiera)   | A     | Piotr Branicki         |
|    | Italia (bandiera)    | A     | Alessandro Carpentieri |
|    | Italia (bandiera)    | A     | Gianmarco De Masi      |
|    | Senegal (bandiera)   | A     | Abdoulaye Mboup        |
|    | Italia (bandiera)    | A     | Roberto Orlandi        |
|    | Italia (bandiera)    | A     | Andrea Sanna           |
|    | Italia (bandiera)    | A     | Nicolò Sanna           |

## Calciomercato

### Sessione estiva(dall'1/7 al 16/9)
| Acquisti | Acquisti               | Acquisti     | Acquisti   |
| R.       | Nome                   | da           | Modalità   |
| -------- | ---------------------- | ------------ | ---------- |
| P        | Davide Solagna         |              | svincolato |
| P        | Lorenzo Vergine        | Reggiana     | svincolato |
| D        | Nicolas Mithra         | Guingamp     | svincolato |
| D        | Simone Sbardella       | Trastevere   | svincolato |
| C        | Marco Aiana            | La Palma     | svincolato |
| C        | Filippo Alfano         | Akragas      | prestito   |
| C        | Raffaele Capezzuto     | Isernia      | definitivo |
| C        | Leandro Guaita         | Albalonga    | svincolato |
| C        | Giuseppe Nuvoli        | Viterbese    | svincolato |
| C        | Enrico Verachi         |              | svincolato |
| A        | Alessandro Carpentieri | La Palma     | definitivo |
| A        | Gianmarco De Masi      | Delta Rovigo | prestito   |
| A        | Abdoulaye Mboup        |              | svincolato |
| A        | Roberto Orlandi        |              | svincolato |
| A        | Nicolò Sanna           | Castelsardo  | svincolato |

| Cessioni | Cessioni             | Cessioni                    | Cessioni      |
| R.       | Nome                 | a                           | Modalità      |
| -------- | -------------------- | --------------------------- | ------------- |
| D        | Matteo Atzei         | Ghilarza                    | definitivo    |
| D        | Federico Boi         | Cavenago Fanfulla           | svincolato    |
| D        | Antonio Dedola       |                             | svincolato    |
| D        | Matteo Gambardella   | Potenza                     | definitivo    |
| D        | Fabio Rossi          |                             | fine carriera |
| C        | Umberto Cavallaro    | Lanusei                     | definitivo    |
| C        | Alessio Galli Angeli | Città di Ciampino           | definitivo    |
| C        | Gianluigi Ilario     |                             | svincolato    |
| C        | Joseph Manzini       | Borgomanero                 | svincolato    |
| A        | Diego Castaldi       | Tergu Plubium               | definitivo    |
| A        | Marco Fideli         | Budoni                      | svincolato    |
| A        | Abdoulaye Mboup      |                             | svincolato    |
| A        | Gian Piero Tozzi     | Serpentara Bellegra Olevano | svincolato    |

### Sessione di dicembre(dall'1/12 al 16/12)
| Acquisti | Acquisti    | Acquisti    | Acquisti   |
| R.       | Nome        | da          | Modalità   |
| -------- | ----------- | ----------- | ---------- |
| C        | Paolo Scano | San Teodoro | definitivo |

| Cessioni | Cessioni          | Cessioni     | Cessioni      |
| R.       | Nome              | a            | Modalità      |
| -------- | ----------------- | ------------ | ------------- |
| P        | Davide Solagna    |              | svincolato    |
| P        | Lorenzo Vergine   |              | svincolato    |
| C        | Leandro Guaita    | Potenza      | svincolato    |
| A        | Gianmarco De Masi | Delta Rovigo | fine prestito |

### Sessione invernale(dal 03/01 al 31/01)
| Acquisti | Acquisti         | Acquisti | Acquisti   |
| R.       | Nome             | da       | Modalità   |
| -------- | ---------------- | -------- | ---------- |
| C        | Matteo Salvini   | Avezzano | svincolato |
| A        | Alessandro Aloia |          | svincolato |

| Cessioni | Cessioni | Cessioni | Cessioni |
| R.       | Nome     | a        | Modalità |
| -------- | -------- | -------- | -------- |

## Risultati

### Serie D

#### Girone d'andata
| Arbitro: | Clerico (Torino) |

|                                    |           |  |
| Guaita 23’ Alfano 40’ A. Sanna 60’ | Marcatori |  |

| Arbitro: | Copat (Pordenone) |

|  |           |                          |
|  | Marcatori | 23’ La Rosa 69’ A. Sanna |

| Arbitro: | Cassella (Bra) |

|                                |           |                 |
| A. Sanna 24’ (rig.) Nuvoli 52’ | Marcatori | 33’ Scognamillo |

| Città di Castello 25 settembre 2016, ore 15:00 CEST 4ª giornata | Trestina             | 0 – 0 | Arzachena | Stadio Lorenzo Casini\| Arbitro: \| Pirriatore (Bologna) \| |
| Arbitro:                                                        | Pirriatore (Bologna) |       |           |                                                             |

| Arbitro: | Maninetti (Lovere) |

|                   |           |           |
| A. Sanna 51’, 65’ | Marcatori | 61’ Sieno |

| Arbitro: | Giordano (Novara) |

|                                     |           |            |
| Baylon 8’ Salvatori 44’ Sagnini 75’ | Marcatori | 52’ Guaita |

| Arbitro: | Testi (Livorno) |

|  |           |                                    |
|  | Marcatori | 28’ Passamonti 80’, 90+3’ Magrassi |

| Arbitro: | Miele (Nola) |

|               |           |  |
| Tiraferri 76’ | Marcatori |  |

| Arbitro: | Bertini (Lucca) |

|            |           |           |
| Nuvoli 88’ | Marcatori | 44’ Fondi |

| Lanusei 6 novembre 2016, ore 14:30 CET 10ª giornata | Lanusei         | 0 – 0 | Arzachena | Stadio comunale\| Arbitro: \| Mulas (Sassari) \| |
| Arbitro:                                            | Mulas (Sassari) |       |           |                                                  |

| Arbitro: | Fabiano (Bologna) |

|  |           |                     |
|  | Marcatori | 77’ (rig.) Branicki |

| Arbitro: | Nana Tchato (Aprilia) |

|                                                           |           |              |
| Verachi 2’, 47’ Branicki 14’, 15’ Nuvoli 20’ N. Sanna 27’ | Marcatori | 12’ Varriale |

| Arbitro: | Trischitta (Messina) |

|  |           |                 |
|  | Marcatori | 82’ Carpentieri |

| Arbitro: | Nicolini (Brescia) |

|                                                |           |  |
| A. Sanna 16’, 55’, 60’ Branicki 41’ Nuvoli 81’ | Marcatori |  |

| Arbitro: | Bianchini (Terni) |

|            |           |                              |
| Serrago 6’ | Marcatori | 76’ Carpentieri 81’ A. Sanna |

| Arbitro: | Bonassoli (Bergamo) |

|           |           |            |
| Mulas 44’ | Marcatori | 86’ Curcio |

| Albano Laziale 18 dicembre 2016, ore 14:30 CET 17ª giornata | Albalonga               | 0 – 0 | Arzachena | Stadio Pio XII\| Arbitro: \| Cosso (Reggio Calabria) \| |
| Arbitro:                                                    | Cosso (Reggio Calabria) |       |           |                                                         |

#### Girone di ritorno
| Arbitro: | Arena (Torre del Greco) |

|  |           |                                         |
|  | Marcatori | 5’ Verachi 31’ Branicki 90’ Carpentieri |

| Arbitro: | Donda (Cormons) |

|                                  |           |           |
| Branicki 35’ (rig.) A. Sanna 51’ | Marcatori | 27’ Spano |

| Arbitro: | Colombo (Como) |

|  |           |              |
|  | Marcatori | 73’ A. Sanna |

| Arbitro: | Scordo (Novara) |

|                          |           |  |
| Branicki 6’ A. Sanna 69’ | Marcatori |  |

| Arbitro: | Miele (Nola) |

|            |           |              |
| Nohman 65’ | Marcatori | 33’ Branicki |

| Arbitro: | Marcenaro (Genova) |

|                             |           |             |
| Branicki 87’ N. Sanna 90+3’ | Marcatori | 41’ Palumbo |

| Arbitro: | Nube (Mestre) |

|                      |           |  |
| Roberti 90+3’ (rig.) | Marcatori |  |

| Arbitro: | Bitonti (Bologna) |

|              |           |  |
| A. Sanna 80’ | Marcatori |  |

| Foligno 5 marzo 2017, ore 14:30 CET 26ª giornata | Foligno | 0 – 3 (a tavolino) | Arzachena | Stadio Enzo Blasone |

| Arbitro: | Perenzoni (Rovereto) |

|                                  |           |  |
| A. Sanna 10’ Branicki 61’ (rig.) | Marcatori |  |

| Arbitro: | Tremolada (Monza) |

|                                                |           |  |
| Oggiano 19’ A. Sanna 34’, 75’ Aloia 87’, 90+2’ | Marcatori |  |

| Arbitro: | Di Cairano (Ariano Irpino) |

|          |           |              |
| Faye 28’ | Marcatori | 15’ Branicki |

| Arbitro: | Pirriatore (Bologna) |

|                   |           |  |
| A. Sanna 24’, 67’ | Marcatori |  |

| Arbitro: | Gualtieri (Asti) |

|              |           |                 |
| Mencagli 46’ | Marcatori | 52’ Bonacquisti |

| Arbitro: | Di Graci (Como) |

|                               |           |                      |
| Branicki 44’ (rig.) Aiana 67’ | Marcatori | 54’ (aut.) Sbardella |

| Arbitro: | Colombo (Como) |

|            |           |                              |
| Curcio 58’ | Marcatori | 44’, 68’ A. Sanna 64’ Nuvoli |

| Arbitro: | Giordano (Novara) |

|                                        |           |  |
| Branicki 10’, 69’ Bonacquisti 27’, 64’ | Marcatori |  |

#### Poule scudetto
| Arbitro: | Gualtieri (Asti) |

|  |           |                        |
|  | Marcatori | 49’ Montaldi 62’ Petti |

| Arbitro: | Clerico (Torino) |

|                            |           |  |
| Savanarola 14’ Sibilli 55’ | Marcatori |  |

### Coppa Italia Serie D
| Arbitro: | Votta (Moliterno) |

|              |           |                     |
| Branicki 20’ | Marcatori | 70’ Ruggiu 78’ Pala |

## Statistiche

### Statistiche di squadra
| Competizione         | P.ti | In casa | In casa | In casa | In casa | In casa | In casa | In trasferta | In trasferta | In trasferta | In trasferta | In trasferta | In trasferta | Totale | Totale | Totale | Totale | Totale | Totale | D.R. |
| Competizione         | P.ti | G       | V       | N       | P       | Gf      | Gs      | G            | V            | N            | P            | Gf           | Gs           | G      | V      | N      | P      | Gf     | Gs     | D.R. |
| -------------------- | ---- | ------- | ------- | ------- | ------- | ------- | ------- | ------------ | ------------ | ------------ | ------------ | ------------ | ------------ | ------ | ------ | ------ | ------ | ------ | ------ | ---- |
| Serie D              | 74   | 17      | 14      | 2       | 1       | 42      | 11      | 17           | 8            | 6            | 3            | 20           | 10           | 34     | 22     | 8      | 4      | 62     | 21     | +41  |
| Poule scudetto       | 0    | 1       | 0       | 0       | 1       | 0       | 2       | 1            | 0            | 0            | 1            | 0            | 2            | 2      | 0      | 0      | 2      | 0      | 2      | -2   |
| Coppa Italia Serie D | -    | 1       | 0       | 0       | 1       | 1       | 2       | 0            | 0            | 0            | 0            | 0            | 0            | 1      | 0      | 0      | 1      | 1      | 2      | -1   |
| Totale               | 74   | 19      | 14      | 2       | 3       | 43      | 15      | 18           | 8            | 6            | 4            | 20           | 12           | 37     | 22     | 8      | 7      | 63     | 25     | +38  |

### Andamento in campionato
| Giornata  | 1 | 2 | 3 | 4 | 5 | 6 | 7 | 8 | 9 | 10 | 11 | 12 | 13 | 14 | 15 | 16 | 17 | 18 | 19 | 20 | 21 | 22 | 23 | 24 | 25 | 26 | 27 | 28 | 29 | 30 | 31 | 32 | 33 | 34 |
| --------- | - | - | - | - | - | - | - | - | - | -- | -- | -- | -- | -- | -- | -- | -- | -- | -- | -- | -- | -- | -- | -- | -- | -- | -- | -- | -- | -- | -- | -- | -- | -- |
| Luogo     | C | T | C | T | C | T | C | T | C | T  | T  | C  | T  | C  | T  | C  | T  | T  | C  | T  | C  | T  | C  | T  | C  | T  | C  | C  | T  | C  | T  | C  | T  | C  |
| Risultato | V | V | V | N | V | P | P | P | N | N  | V  | V  | V  | V  | V  | N  | N  | V  | V  | V  | V  | N  | V  | P  | V  | V  | V  | V  | N  | V  | N  | V  | V  | V  |
| Posizione | 3 | 3 | 1 | 1 | 1 | 1 | 6 | 8 | 7 | 7  | 7  | 7  | 5  | 3  | 2  | 4  | 5  | 3  | 3  | 2  | 2  | 3  | 2  | 2  | 2  | 2  | 2  | 1  | 2  | 1  | 1  | 1  | 1  | 1  |

Legenda:

Luogo: C = Casa; T = Trasferta. Risultato: V = Vittoria; N = Pareggio; P = Sconfitta.